# Escut de Benicolet
L'escut de Benicolet és un símbol representatiu oficial de Benicolet, municipi del País Valencià, a la comarca de la Vall d'Albaida. Té el següent blasonament:
| « | Escut quadrilong de punta redona, partit. Al primer quarter, en camper de sinople, un Agnus Dei d'argent, amb nimbus crucífer d'or, creu del mateix metall i banderola de gules. Al segon quarter, en camper d'or, quatre pals de gules (pels Lladró), contraabraçat d'un losanjat d'atzur i d'or carregat d'escudets d'or (pels Vilanova). Per timbre, una corona reial oberta. | » |

## Història
L'escut s'aprovà per Resolució del 4 de febrer de 1993, del conseller d'Administració Públiques, publicada en el DOGV núm. 1.976, del 3 de març de 1993.
L'Agnus Dei o anyell pasqual és el senyal de sant Joan Baptista, patró del poble. Al costat, les armories dels Lladró de Vilanova, barons de Llutxent i senyors de Benicolet.